# 伊斯梅尔·博雷罗
伊斯梅尔·博雷罗（西班牙語：Ismael Borrero，1992年1月6日—），古巴男子摔跤运动员。他曾代表古巴参加2016年和2020年夏季奥林匹克运动会摔跤比赛，其中2016年奥运会获得一枚金牌。